# Spanische Formel-4-Meisterschaft 2016
Die spanische Formel-4-Meisterschaft 2016 (offiziell Campeonato de España de Fórmula 4 certified by FIA 2016) war die erste Saison der spanischen Formel-4-Meisterschaft. Es gab 20 Rennen, die Meisterschaft fand in Spanien und Portugal statt. Die Saison begann am 11. Juni in Los Arcos und endete am 30. Oktober in Jerez de la Frontera.

## Teams und Fahrer
Alle Teams und Fahrer verwendeten das Tatuus-Chassis F4-T014. Als Motor kam der Abarth FTJ I4 zum Einsatz. Die Reifen stammten von Hankook.
| Team            | Auto # | Fahrer              | Status | Rennwochenende | Quelle |
| --------------- | ------ | ------------------- | ------ | -------------- | ------ |
| Double R Racing | 02     | Elias Niskanen      | W      | 7              |        |
| Double R Racing | 04     | Tuomas Tujula       |        | Alle           |        |
| Double R Racing | 06     | Konsta Lappalainen  | W      | 5, 7           |        |
| Double R Racing | 10     | Juuso Puhakka       | W      | 2, 7           |        |
| Double R Racing | 14     | Juho Valtanen       | W      | 1, 3           |        |
| Double R Racing | 26     | Harry Hayek         | W      | 1              |        |
| Double R Racing | 50     | Tuomas Happalainen  |        | 1–3, 6–7       |        |
| Double R Racing | 64     | Rasmus Markkanen    | W      | 1              |        |
| Double R Racing | 65     | Roope Markkanen     | W      | 1              |        |
| Drivex          | 07     | Nikita Volegov      |        | Alle           |        |
| Drivex          | 31     | Antolin González    | W      | 4–6            |        |
| Drivex          | 41     | Aleksandr Vartanyan |        | 1–4, 6–7       |        |
| Drivex          | 88     | Marta García        | W      | 4–7            |        |
| MP Motorsport   | 10     | Juuso Puhakka       | W      | 1              |        |
| MP Motorsport   | 16     | Jarno Opmeer        | W      | 1–2            |        |
| MP Motorsport   | 21     | Xavier Lloveras     |        | Alle           |        |
| MP Motorsport   | 22     | Richard Verschoor   |        | Alle           |        |
| MP Motorsport   | 38     | Danny Kroes         | W      | 2, 4, 7        |        |
| MP Motorsport   | 44     | Sebastián Fernández | W      | 3, 5–6         |        |

## Rennkalender
Der Rennkalender wurde am 10. März 2016 erstmals präsentiert. Es gab sieben Rennwochenenden mit je zwei oder drei Rennen, ein Rennwochenende fand außerhalb Spaniens statt. Ursprünglich sollte statt dem Lauf in Montmeló in Jerez de la Frontera gefahren werden, jedoch wurde dies mitten in der Saison verworfen um im Rahmenprogramm der Blancpain Sprint Series fahren zu können.
| Nr. | Datum         | Rennstrecke                                      | Sieger            | Zweiter             | Dritter             | Pole-Position       | Schnellste Rennrunde |
| --- | ------------- | ------------------------------------------------ | ----------------- | ------------------- | ------------------- | ------------------- | -------------------- |
| 01. | 11. Juni      | Circuito de Navarra (Los Arcos)                  | Richard Verschoor | Aleksandr Vartanyan | Xavier Lloveras     | Richard Verschoor   | Richard Verschoor    |
| 02. | 12. Juni      | Circuito de Navarra (Los Arcos)                  | Richard Verschoor | Aleksandr Vartanyan | Xavier Lloveras     |                     | Richard Verschoor    |
| 03. | 12. Juni      | Circuito de Navarra (Los Arcos)                  | Tuomas Tujula     | Tuomas Happalainen  | Aleksandr Vartanyan | Aleksandr Vartanyan | Aleksandr Vartanyan  |
| 04. | 25. Juni      | Motorland Aragón (Alcañiz)                       | Richard Verschoor | Aleksandr Vartanyan | Xavier Lloveras     | Jarno Opmeer        | Richard Verschoor    |
| 05. | 26. Juni      | Motorland Aragón (Alcañiz)                       | Richard Verschoor | Aleksandr Vartanyan | Tuomas Tujula       |                     | Richard Verschoor    |
| 06. | 26. Juni      | Motorland Aragón (Alcañiz)                       | Richard Verschoor | Xavier Lloveras     | Nikita Volegov      | Richard Verschoor   | Richard Verschoor    |
| 07. | 09. Juli      | Autódromo Internacional do Algarve (Portimão)    | Richard Verschoor | Aleksandr Vartanyan | Tuomas Tujula       | Richard Verschoor   | Juho Valtanen        |
| 08. | 10. Juli      | Autódromo Internacional do Algarve (Portimão)    | Richard Verschoor | Aleksandr Vartanyan | Tuomas Tujula       |                     | Richard Verschoor    |
| 09. | 10. Juli      | Autódromo Internacional do Algarve (Portimão)    | Richard Verschoor | Aleksandr Vartanyan | Tuomas Tujula       | Aleksandr Vartanyan | Richard Verschoor    |
| 10. | 24. September | Circuit Ricardo Tormo (Cheste)                   | Richard Verschoor | Xavier Lloveras     | Nikita Volegov      | Richard Verschoor   | Richard Verschoor    |
| 11. | 25. September | Circuit Ricardo Tormo (Cheste)                   | Richard Verschoor | Xavier Lloveras     | Aleksandr Vartanyan |                     | Richard Verschoor    |
| 12. | 25. September | Circuit Ricardo Tormo (Cheste)                   | Richard Verschoor | Xavier Lloveras     | Nikita Volegov      | Richard Verschoor   | Richard Verschoor    |
| 13. | 02. Oktober   | Circuit de Barcelona-Catalunya (Montmeló)        | Richard Verschoor | Tuomas Tujula       | Nikita Volegov      | Richard Verschoor   | Richard Verschoor    |
| 14. | 02. Oktober   | Circuit de Barcelona-Catalunya (Montmeló)        | Xavier Lloveras   | Richard Verschoor   | Tuomas Tujula       | Richard Verschoor   | Richard Verschoor    |
| 15. | 15. Oktober   | Circuito del Jarama (San Sebastián de los Reyes) | Richard Verschoor | Tuomas Tujula       | Tuomas Happalainen  | Richard Verschoor   | Tuomas Happalainen   |
| 16. | 16. Oktober   | Circuito del Jarama (San Sebastián de los Reyes) | Richard Verschoor | Tuomas Tujula       | Tuomas Happalainen  |                     | Tuomas Tujula        |
| 17. | 16. Oktober   | Circuito del Jarama (San Sebastián de los Reyes) | Richard Verschoor | Xavier Lloveras     | Tuomas Tujula       | Tuomas Happalainen  | Richard Verschoor    |
| 18. | 29. Oktober   | Circuito de Jerez (Jerez de la Frontera)         | Richard Verschoor | Nikita Volegov      | Aleksandr Vartanyan | Nikita Volegov      | Richard Verschoor    |
| 19. | 29. Oktober   | Circuito de Jerez (Jerez de la Frontera)         | Richard Verschoor | Aleksandr Vartanyan | Nikita Volegov      |                     | Richard Verschoor    |
| 20. | 30. Oktober   | Circuito de Jerez (Jerez de la Frontera)         | Richard Verschoor | Aleksandr Vartanyan | Tuomas Tujula       | Richard Verschoor   | Richard Verschoor    |

## Wertungen

### Punktesystem
Beim ersten und dritten Rennen bekamen die ersten zehn des Rennens 25, 18, 15, 12, 10, 8, 6, 4, 2 bzw. 1 Punkt(e), beim zweiten Rennen bekamen die ersten acht des Rennens 15, 12, 10, 8, 6, 4, 2 bzw. 1 Punkt(e). Es gab keine Punkte für die Pole-Position und die schnellste Rennrunde.  Um in der Wertung berücksichtigt zu werden, musste man bei mindestens fünf Rennwochenenden teilgenommen haben.
| Punkteverteilung | Punkteverteilung | Punkteverteilung | Punkteverteilung | Punkteverteilung | Punkteverteilung | Punkteverteilung | Punkteverteilung | Punkteverteilung | Punkteverteilung | Punkteverteilung | Punkteverteilung | Punkteverteilung |
| ---------------- | ---------------- | ---------------- | ---------------- | ---------------- | ---------------- | ---------------- | ---------------- | ---------------- | ---------------- | ---------------- | ---------------- | ---------------- |
| Platz            | 1                | 2                | 3                | 4                | 5                | 6                | 7                | 8                | 9                | 10               | PP               | SR               |
| Rennen 1 & 3     | 25               | 18               | 15               | 12               | 10               | 8                | 6                | 4                | 2                | 1                | –                | –                |
| Rennen 2         | 15               | 12               | 10               | 8                | 6                | 4                | 2                | 1                | 0                | 0                | –                | –                |

### Fahrerwertung
| Pos.                                      | Fahrer         | NAV | NAV | NAV | ALC | ALC | ALC | ALG | ALG | ALG | VAL | VAL | VAL | CAT | CAT | JAR | JAR | JAR | JER | JER | JER | Punkte |
| Pos.                                      | Fahrer         | R1  | R2  | R3  | R1  | R2  | R3  | R1  | R2  | R3  | R1  | R2  | R3  | R1  | R2  | R1  | R2  | R3  | R1  | R2  | R3  | Punkte |
| ----------------------------------------- | -------------- | --- | --- | --- | --- | --- | --- | --- | --- | --- | --- | --- | --- | --- | --- | --- | --- | --- | --- | --- | --- | ------ |
| 01                                        | R. Verschoor   | 1   | 2   | DNF | 1   | 1   | 1   | 1   | 1   | 1   | 1   | 1   | 1   | 1   | 2   | 1   | 1   | 1   | 1   | 1   | 1   | 368    |
| 02                                        | A. Vartanyan   | 2   | 4   | 6   | 3   | 2   | 7   | 3   | 2   | 2   | 4   | 3   | 4   |     |     | 4   | 5   | 4   | 3   | 2   | 2   | 244    |
| 03                                        | T. Tujula      | 6   | 11  | 1   | 8   | 6   | 8   | 4   | 5   | 4   | DNF | DNF | 8   | 2   | 4   | 2   | 2   | 3   | 4   | 4   | 3   | 222    |
| 04                                        | X. Lloveras    | 5   | 5   | DNF | 4   | 9   | 2   | 5   | 7   | 6   | 2   | 2   | 2   | DNS | 1   | 7   | 4   | 2   | DNF | 5   | 10  | 197    |
| 05                                        | N. Volegov     | 7   | 6   | 7   | 6   | 8   | 5   | 8   | 8   | 7   | 3   | 4   | 3   | 4   | 5   | 6   | 7   | 6   | 2   | 3   | 7   | 188    |
| 06                                        | T. Happalainen | 10  | 9   | 5   | 7   | 7   | 9   | 7   | 6   | 5   |     |     |     |     |     | 3   | 3   | 5   | DNF | 8   | 6   | 139    |
| Nicht in der Fahrerwertung berücksichtigt |                |     |     |     |     |     |     |     |     |     |     |     |     |     |     |     |     |     |     |     |     |        |
| NC                                        | J. Opmeer      | 3   | 3   | 4   | 2   | 3   | 3   |     |     |     |     |     |     |     |     |     |     |     |     |     |     | –      |
| NC                                        | M. García      |     |     |     |     |     |     |     |     |     | 5   | 5   | 6   | 5   | 6   | 8   | 8   | 7   | 5   | 7   | 5   | –      |
| NC                                        | S. Fernández   |     |     |     |     |     |     | 6   | 4   | DNF |     |     |     | 3   | 3   | 5   | 6   | 8   |     |     |     | –      |
| NC                                        | J. Puhakka     | 9   | 8   | 3   | DNF | 5   | 4   |     |     |     |     |     |     |     |     |     |     |     | DNF | DNF | 4   | –      |
| NC                                        | D. Kroes       |     |     |     | 5   | 4   | 6   |     |     |     | DNF | 6   | 5   |     |     |     |     |     | DNF | 6   | 8   | –      |
| NC                                        | J. Kroes       | DNF | 7   | 9   |     |     |     | 2   | 3   | 3   |     |     |     |     |     |     |     |     |     |     |     | –      |
| NC                                        | R. Markkanen   | 4   | 1   | 2   |     |     |     |     |     |     |     |     |     |     |     |     |     |     |     |     |     | –      |
| NC                                        | A. González    |     |     |     |     |     |     |     |     |     | DNF | 7   | 7   | 6   | 8   | DNF | DNF | 9   |     |     |     | –      |
| NC                                        | K. Lappalainen |     |     |     |     |     |     |     |     |     |     |     |     | 7   | 7   |     |     |     | 6   | 9   | 9   | –      |
| NC                                        | R. Markkanen   | 8   | 10  | 8   |     |     |     |     |     |     |     |     |     |     |     |     |     |     |     |     |     | –      |
| NC                                        | E. Niskanen    |     |     |     |     |     |     |     |     |     |     |     |     |     |     |     |     |     | 7   | 10  | DNF | –      |
| NC                                        | H. Hayek       | DNF | DNS | DNS |     |     |     |     |     |     |     |     |     |     |     |     |     |     |     |     |     | –      |
| Pos.                                      | Fahrer         | R1  | R2  | R3  | R1  | R2  | R3  | R1  | R2  | R3  | R1  | R2  | R3  | R1  | R2  | R1  | R2  | R3  | R1  | R2  | R3  | Punkte |
| Pos.                                      | Fahrer         | NAV | NAV | NAV | ALC | ALC | ALC | ALG | ALG | ALG | VAL | VAL | VAL | CAT | CAT | JAR | JAR | JAR | JER | JER | JER | Punkte |

| Legende       | Legende                        | Legende                                                              |
| Farbe         | Abkürzung                      | Bedeutung                                                            |
| ------------- | ------------------------------ | -------------------------------------------------------------------- |
| Gold          | –                              | Sieg                                                                 |
| Silber        | –                              | 2. Platz                                                             |
| Bronze        | –                              | 3. Platz                                                             |
| Grün          | –                              | 4. bis 10. Platz                                                     |
| Hellblau      | –                              | 10. Platz aufwärts (punktberechtigt)                                 |
| Blau          | –                              | Klassifiziert außerhalb der Punkteränge                              |
| Dunkelblau    | –                              | Klassifiziert innerhalb der Punkteränge aber keine Punktberechtigung |
| Violett       | DNF                            | Rennen nicht beendet (did not finish)                                |
| Violett       | NC                             | nicht klassifiziert (not classified)                                 |
| Rot           | DNQ                            | nicht qualifiziert (did not qualify)                                 |
| Rot           | DNPQ                           | in Vorqualifikation gescheitert (did not pre-qualify)                |
| Schwarz       | DSQ                            | disqualifiziert (disqualified)                                       |
| Weiß          | DNS                            | nicht am Start (did not start)                                       |
| Weiß          | WD                             | zurückgezogen (withdrawn)                                            |
| ohne          | PO                             | nur am Training teilgenommen (practiced only)                        |
| ohne          | DNP                            | nicht am Training teilgenommen (did not practice)                    |
| ohne          | INJ                            | verletzt oder krank (injured)                                        |
| ohne          | EX                             | ausgeschlossen (excluded)                                            |
| ohne          | DNA                            | nicht erschienen (did not arrive)                                    |
| ohne          | C                              | Rennen abgesagt (cancelled)                                          |
| ohne          | keine Teilnahme                |                                                                      |
| sonstige      | P/fett                         | Pole-Position                                                        |
| sonstige      | SR/kursiv                      | Schnellste Rennrunde                                                 |
| sonstige      | Q                              | Extrapunkte für Pole-Position                                        |
| sonstige      | X                              | Extrapunkte für gewonnene Positionen                                 |
| sonstige      | *                              | nicht im Ziel, aufgrund der zurückgelegten Distanz aber gewertet     |
| sonstige      | ()                             | Streichresultate                                                     |
| unterstrichen | Führender in der Gesamtwertung |                                                                      |

### Teamwertung
| Pos. | Team            | Nr. | NAV | NAV | NAV | ALC | ALC | ALC | ALG | ALG | ALG | VAL | VAL | VAL | CAT | CAT | JAR | JAR | JAR | JER | JER | JER | Punkte |
| Pos. | Team            | Nr. | R1  | R2  | R3  | R1  | R2  | R3  | R1  | R2  | R3  | R1  | R2  | R3  | R1  | R2  | R1  | R2  | R3  | R1  | R2  | R3  | Punkte |
| ---- | --------------- | --- | --- | --- | --- | --- | --- | --- | --- | --- | --- | --- | --- | --- | --- | --- | --- | --- | --- | --- | --- | --- | ------ |
| 01   | MP Motorsport   | 22  | 1   | 2   | DNF | 1   | 1   | 1   | 1   | 1   | 1   | 1   | 1   | 1   | 1   | 2   | 1   | 1   | 1   | 1   | 1   | 1   | 616    |
| 01   | MP Motorsport   | 21  | 5   | 5   | DNF | 4   | 9   | 2   | 5   | 7   | 6   | 2   | 2   | 2   | DNS | 1   | 7   | 4   | 2   | DNF | 5   | 10  | 616    |
| 01   | Drivex          | 41  | 2   | 4   | 6   | 3   | 2   | 7   | 3   | 2   | 2   | 4   | 3   | 4   |     |     | 4   | 5   | 4   | 3   | 2   | 2   | 452    |
| 01   | Drivex          | 07  | 7   | 6   | 7   | 6   | 8   | 5   | 8   | 8   | 7   | 3   | 4   | 3   | 4   | 5   | 6   | 7   | 6   | 2   | 3   | 7   | 452    |
| 03   | Double R Racing | 04  | 6   | 11  | 1   | 8   | 6   | 8   | 4   | 5   | 4   | DNF | DNF | 8   | 2   | 4   | 2   | 2   | 3   | 4   | 4   | 3   | 371    |
| 03   | Double R Racing | 50  | 10  | 9   | 5   | 7   | 7   | 9   | 7   | 6   | 5   |     |     |     |     |     | 3   | 3   | 5   | DNF | 8   | 6   | 371    |
| Pos. | Team            | Nr. | R1  | R2  | R3  | R1  | R2  | R3  | R1  | R2  | R3  | R1  | R2  | R3  | R1  | R2  | R1  | R2  | R3  | R1  | R2  | R3  | Punkte |
| Pos. | Team            | Nr. | NAV | NAV | NAV | ALC | ALC | ALC | ALG | ALG | ALG | VAL | VAL | VAL | CAT | CAT | JAR | JAR | JAR | JER | JER | JER | Punkte |

| Legende       | Legende                        | Legende                                                              |
| Farbe         | Abkürzung                      | Bedeutung                                                            |
| ------------- | ------------------------------ | -------------------------------------------------------------------- |
| Gold          | –                              | Sieg                                                                 |
| Silber        | –                              | 2. Platz                                                             |
| Bronze        | –                              | 3. Platz                                                             |
| Grün          | –                              | 4. bis 10. Platz                                                     |
| Hellblau      | –                              | 10. Platz aufwärts (punktberechtigt)                                 |
| Blau          | –                              | Klassifiziert außerhalb der Punkteränge                              |
| Dunkelblau    | –                              | Klassifiziert innerhalb der Punkteränge aber keine Punktberechtigung |
| Violett       | DNF                            | Rennen nicht beendet (did not finish)                                |
| Violett       | NC                             | nicht klassifiziert (not classified)                                 |
| Rot           | DNQ                            | nicht qualifiziert (did not qualify)                                 |
| Rot           | DNPQ                           | in Vorqualifikation gescheitert (did not pre-qualify)                |
| Schwarz       | DSQ                            | disqualifiziert (disqualified)                                       |
| Weiß          | DNS                            | nicht am Start (did not start)                                       |
| Weiß          | WD                             | zurückgezogen (withdrawn)                                            |
| ohne          | PO                             | nur am Training teilgenommen (practiced only)                        |
| ohne          | DNP                            | nicht am Training teilgenommen (did not practice)                    |
| ohne          | INJ                            | verletzt oder krank (injured)                                        |
| ohne          | EX                             | ausgeschlossen (excluded)                                            |
| ohne          | DNA                            | nicht erschienen (did not arrive)                                    |
| ohne          | C                              | Rennen abgesagt (cancelled)                                          |
| ohne          | keine Teilnahme                |                                                                      |
| sonstige      | P/fett                         | Pole-Position                                                        |
| sonstige      | SR/kursiv                      | Schnellste Rennrunde                                                 |
| sonstige      | Q                              | Extrapunkte für Pole-Position                                        |
| sonstige      | X                              | Extrapunkte für gewonnene Positionen                                 |
| sonstige      | *                              | nicht im Ziel, aufgrund der zurückgelegten Distanz aber gewertet     |
| sonstige      | ()                             | Streichresultate                                                     |
| unterstrichen | Führender in der Gesamtwertung |                                                                      |